# Амаро, Амансио
Ама́нсио Ама́ро Варе́ла (исп. Amancio Amaro Varela; 16 октября 1939, Ла-Корунья, Галисия — 21 февраля 2023, Мадрид), более известный как Ама́нсио — испанский футболист, нападающий.

## Карьера
Свой футбольный путь Амансио начал в 15 лет в команде «Виктория» из родного города Ла-Коруньи. Повзрослев, он в 1958 году переходит в главную команду провинции, «Депортиво», который выступал в Сегунде; когда «Депортиво» поднялся в Примеру, Амансио привлёк внимание многих испанских команд, одной из которых стал мадридский «Реал». Сам великий Бернабеу приезжал в Ла-Корунью уговаривать Амаро присоединиться к «Реалу» и уговорил своим авторитетом и суммой контракта. Амансио переехал в Мадрид в 1962 году. Это был сложный период для «Реала», он переживал перестройку, приходили новые игроки. В частности, в год прихода Амансио, к «Реалу» присоединились Игнасио Соко, Люсьен Мюллер и Янко Дауцик. В команде Амансио дебютировал в матче с «Бетисом» (5:2 в пользу «Реала»), а чуть позже он сыграл и первый европейский матч, с «Андерлехтом» (3:3). В сезоне 1963/64 Реал с Амансио достигают финала Кубка европейских чемпионов, но проигрывают «Милану» 1:3, а в следующем сезоне «Реал» оступается уже на стадии четвертьфинала, путь клубу преграждает «Бенфика». Сезон 1965/66 был намного более удачен, «Реал», ведомый тренером Мигелем Муньосом со скамейки и Амаро Амансио на поле, выходит в финал, где его ждёт 11 мая 1966 года «Партизан», который усилиями Васовича открывает счёт, но Амансио на 70-й минуте забивает ответный мяч, обыграв защитника и неотразимо пробив, а за 5 минут до конца Серена ударом метров с 30-ти приносит победу «Реалу». Этот Кубок чемпионов стал единственным за карьеру для Амансио.
В сборной Амансио дебютировал в 1962 году в матче с Румынией, а всего он надевал футболку национальной команды 42 раза, забив 11 мячей. Он был лидером сборной, выигравшей Кубок Европы в 1964 году, победив в финале сборную СССР со счётом 2:1.
Уйдя из футбола, Амансио не оставил клуб. Он начал тренировать юношей мадридского «Реала», но проработал только год и ушёл из клуба. В 1982 году новоизбранный президент «Королевского клуба» Луис де Карлос предлагает Амансио тренировать дочернюю команду клуба, «Реал Кастилья», и Амаро соглашается. Уже во втором сезоне он завоевывает чемпионство в Сегунде. У него начинали играть знаменитые впоследствии игроки — Бутрагеньо, Мичел, Мануэль Санчес, Мартин Васкес, Пардеса и другие. В сезоне 1985/86 Амаро было предложено руководить главной командой, но клуб выступил неудачно, и Амансио был уволен. После ухода из «Реала» Амансио работал в спортивной фирме «Кельме», в которой отвечал за продукцию в мадридском направлении бизнеса. В 2000 году именно голос Амансио оказался решающим для избрания на пост президента клуба Флорентино Переса, который в благодарность назначил Амаро ответственным за организацию празднования столетия «Реала».

## Смерть
Умер 21 февраля 2023 года в возрасте 83 лет. В тот же день перед матчем 1/8 финала Лиги чемпионов между «Реал Мадрид» и «Ливерпулем» прошла минута молчания в память об Амансио.

## Достижения

### Командные
«Реал Мадрид»
- Чемпион Испании: 1963, 1964, 1965, 1967, 1968, 1969, 1972, 1975, 1976
- Обладатель Кубка европейских чемпионов: 1966
- Обладатель Кубка Испании: 1970, 1974, 1975

Сборная Испании
- Чемпион Европы: 1964

### Личные
- Лучший бомбардир чемпионата Испании: 1969, 1970
- Входит в состав символической сборной по итогам чемпионата Европы по версии УЕФА: 1964

## Статистика выступлений
| Клуб                 | Сезон            | Лига | Лига | Кубок | Кубок | Еврокубки | Еврокубки | Прочие | Прочие | Итого | Итого |
| Клуб                 | Сезон            | Игры | Голы | Игры  | Голы  | Игры      | Голы      | Игры   | Голы   | Игры  | Голы  |
| -------------------- | ---------------- | ---- | ---- | ----- | ----- | --------- | --------- | ------ | ------ | ----- | ----- |
| Депортиво Ла-Корунья | 1958/59          | 11   | 3    | 6     | 4     | -         | -         | 0      | 0      | 17    | 7     |
| Депортиво Ла-Корунья | 1959/60          | 26   | 10   | 4     | 5     | -         | -         | 0      | 0      | 30    | 15    |
| Депортиво Ла-Корунья | 1960/61          | 29   | 16   | 4     | 4     | -         | -         | 0      | 0      | 33    | 20    |
| Депортиво Ла-Корунья | 1961/62          | 26   | 25   | 2     | 2     | -         | -         | 0      | 0      | 28    | 27    |
| Депортиво Ла-Корунья | Итого            | 92   | 54   | 16    | 15    | 0         | 0         | 0      | 0      | 108   | 69    |
| Реал Мадрид          | 1962/63          | 28   | 14   | 2     | 0     | 8         | 1         | 0      | 0      | 38    | 15    |
| Реал Мадрид          | 1963/64          | 24   | 6    | 3     | 1     | 8         | 3         | 0      | 0      | 35    | 10    |
| Реал Мадрид          | 1964/65          | 22   | 9    | 0     | 0     | 5         | 6         | 0      | 0      | 27    | 15    |
| Реал Мадрид          | 1965/66          | 25   | 8    | 2     | 0     | 7         | 5         | 0      | 0      | 34    | 13    |
| Реал Мадрид          | 1966/67          | 25   | 7    | 5     | 0     | 4         | 0         | 2      | 0      | 36    | 7     |
| Реал Мадрид          | 1967/68          | 28   | 10   | 8     | 4     | 7         | 4         | 0      | 0      | 43    | 18    |
| Реал Мадрид          | 1968/69          | 29   | 14   | 1     | 0     | 2         | 1         | 0      | 0      | 32    | 15    |
| Реал Мадрид          | 1969/70          | 29   | 16   | 9     | 6     | 3         | 1         | 0      | 0      | 41    | 23    |
| Реал Мадрид          | 1970/71          | 19   | 6    | 2     | 0     | 9         | 0         | 0      | 0      | 30    | 6     |
| Реал Мадрид          | 1971/72          | 28   | 6    | 6     | 0     | 3         | 1         | 0      | 0      | 37    | 7     |
| Реал Мадрид          | 1972/73          | 25   | 8    | 2     | 0     | 7         | 1         | 0      | 0      | 34    | 9     |
| Реал Мадрид          | 1973/74          | 26   | 8    | 3     | 0     | 1         | 0         | 0      | 0      | 30    | 8     |
| Реал Мадрид          | 1974/75          | 17   | 3    | 7     | 1     | 2         | 0         | 0      | 0      | 26    | 4     |
| Реал Мадрид          | 1975/76          | 19   | 4    | 2     | 0     | 7         | 0         | 0      | 0      | 28    | 4     |
| Реал Мадрид          | Итого            | 344  | 119  | 58    | 13    | 67        | 22        | 2      | 0      | 471   | 154   |
| Всего за карьеру     | Всего за карьеру | 436  | 173  | 74    | 28    | 67        | 22        | 2      | 0      | 579   | 223   |